# Masumi Okada

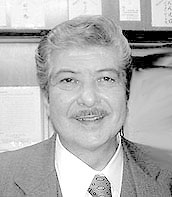
Masumi Okada (2006)

Masumi Okada (jap. 岡田 眞澄, Okada Masumi; * 22. September 1935 in Nizza; † 28. Mai 2006 in Tokio) war ein japanischer Schauspieler.

## Leben
Okada wurde als Kind eines Japaners und einer Dänin in Frankreich geboren. Im Alter von vier Jahren zog er mit seiner Familie nach Japan, wo er seine Jugend verbrachte und seine Affinität zum Schauspiel entdeckte.
Zunächst arbeitete er als Bühnendarsteller u. a. an der Nichigeki Music Hall in Tokio. Auch in späteren Jahren wirkte er immer wieder bei Theaterinszenierungen mit.
1956 gab er im Drama Taiyō no kisetsu sein Spielfilmdebüt. In seiner nahezu 50 Jahre umspannenden Karriere spielte er in zahlreichen Film- und Fernsehproduktionen. Daneben trat er im japanischen Fernsehen als Moderator in Erscheinung. Zu seinen international bekanntesten Filmen zählen das Drama Die gelbe Venus von Kamakura, Inoshirô Hondas Science-Fiction-Film U 4000 – Panik unter dem Ozean, und der US-amerikanische Actionfilm The Hunted (mit Christopher Lambert). In der epischen Mini-Serie Shogun nach James Clavell stand er als sanftmütiger „Bruder Michael“ der von Richard Chamberlain verkörperten Hauptfigur zur Seite.
Masumi Okada starb am 28. Mai 2006 an Kehlkopfkrebs.
Sein älterer Bruder war der Schauspieler E.H. Eric (* 1929), der im Jahr 2000 einem Parkinson-Leiden erlag.

## Filmografie (Auswahl)
- 1956: Tayo no kisetsu
- 1957: Die gelbe Venus von Kamakura (Kurutta kajitsu)
- 1969: U 4000 – Panik unter dem Ozean (Ido zero daisakusen)
- 1980: Shogun
- 1985: Operation Jupiter (Bye bye Jupiter)
- 1989: CF gaaru (mit Toshirō Mifune)
- 1995: The Hunted: Der Gejagte (The Hunted)